# Жак де Моле
Жак де Моле (фр. Jacques de Molay; квітень 1245 — 18 березня 1314) — двадцять третій і останній великий магістр ордену тамплієрів.

## Біографія

### Молодість
Народився в шляхетській сім'ї в Бургундії. Моле міг бути вихідцем з От-Саона (Haute-Saone) (дієцезії Безансон). 1265 року його було висвячено на тамплієра у присутності двох високопоставлених чиновників ордену: Ембера де Пейре, генерального візитатора в Англії і Франції, і Аморі де Ла Роша, магістра Франції. З 1275 року Моле брав участь у кампаніях ордену на Святій землі. У 1292-1293 роках обраний великим магістром ордену.

### На посаді магістра

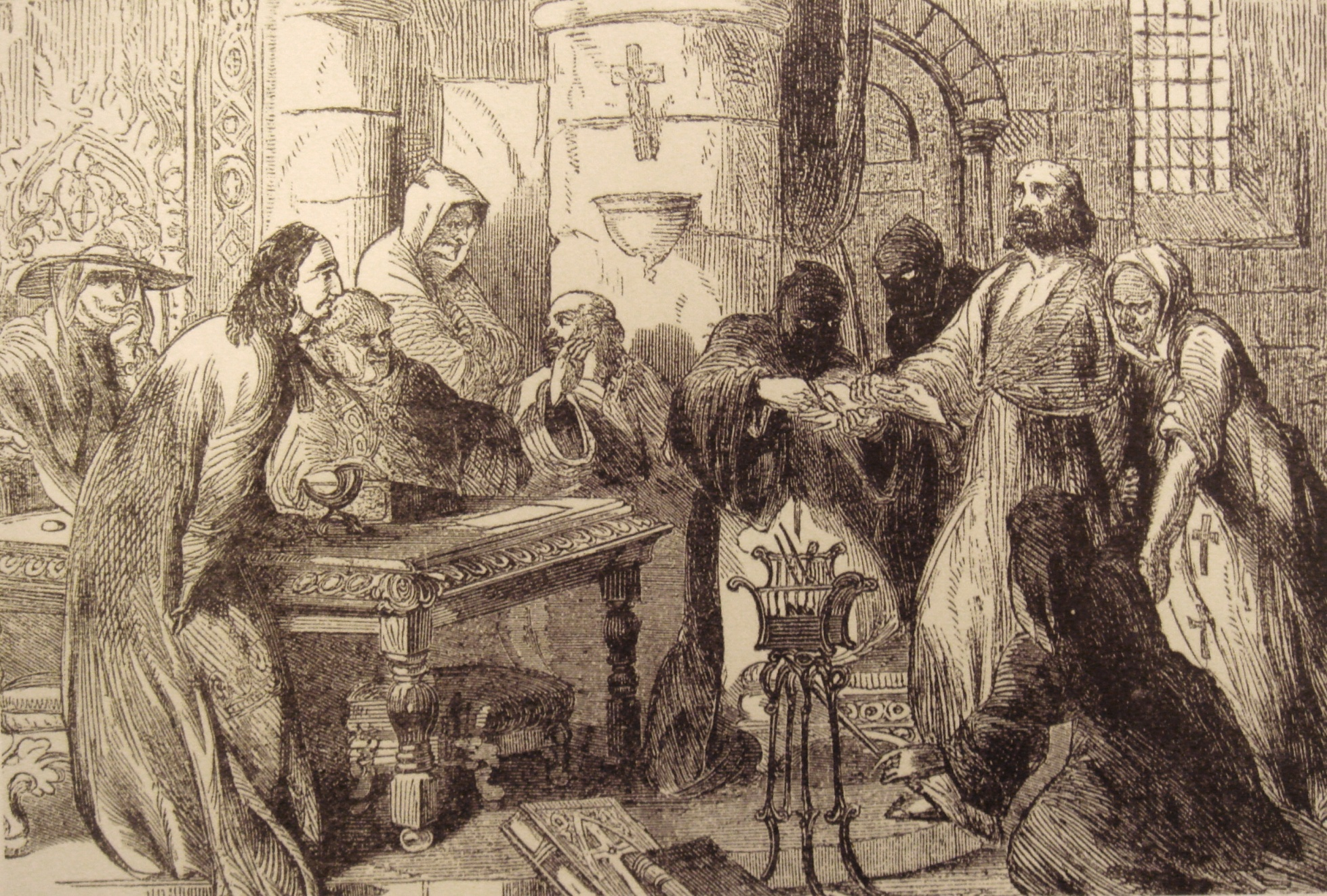
Моле

У 1291 році, після падіння Акри, тамплієри перемістили свою штаб-квартиру на Кіпр. Таким чином, орден покинув Святу землю, заради захисту якої він створювався.
Жак де Моле ставив перед собою два важливі завдання: по-перше, він повинен був реформувати орден (орден потребував внутрішньої реорганізації; про жалюгідний стан справ в ордені писав ще Гійом де Боже у 1275 році. Крім того, після 1191 орден повинен був шукати нові фронти боротьби із сарацинами: ця проблема так і не була вирішена успішно), а по-друге — переконати Папу і європейських монархів спорядити новий хрестовий похід на Святу землю. 1306 року Моле написав лист папі Клименту V, в якому, зокрема, запропонував свій сценарій повернення Святої землі. Щоб вирішити ці завдання, Моле двічі відвідував Європу: у 1293-1296 і в 1306-1307 роках.
У той же час, в очікуванні великого хрестового походу, Жак де Моле намагався повернути втрачені орденом позиції на Святій землі. З цією метою в 1301 році тамплієри захопили острів Арвад (Руада), що знаходився недалеко від сирійського узбережжя. Однак вони не змогли утримати його і 1302 року Арвад був зданий сарацинам.
Невдачі ордену сприяли наростанню критики на його адресу. Ще в 1274 році вперше постало питання про об'єднання двох провідних військово-чернечих орденів: Храму і госпітальєрів. У 1305 році Папа Климент знову запропонував об'єднати ордени. У своєму листі Клименту Моле розкритикував цю пропозицію.
Під час свого другого візиту до Європи, Моле дізнався про інтриги короля Франції Філіпа IV проти тамплієрів. Нестримана жорсткість магістра, можливо, визначила сумний кінець його ордену. 13 жовтня (у п'ятницю) 1307 року Моле заарештували в Тамплі — резиденції ордену в передмісті Парижа. Три тижні потому Філіп IV розіслав таємні інструкції своїм чиновникам, після чого почалися масові арешти тамплієрів у всій країні. Закономірним продовженням розправи став гучний багаторічний процес над орденом.

### На процесі

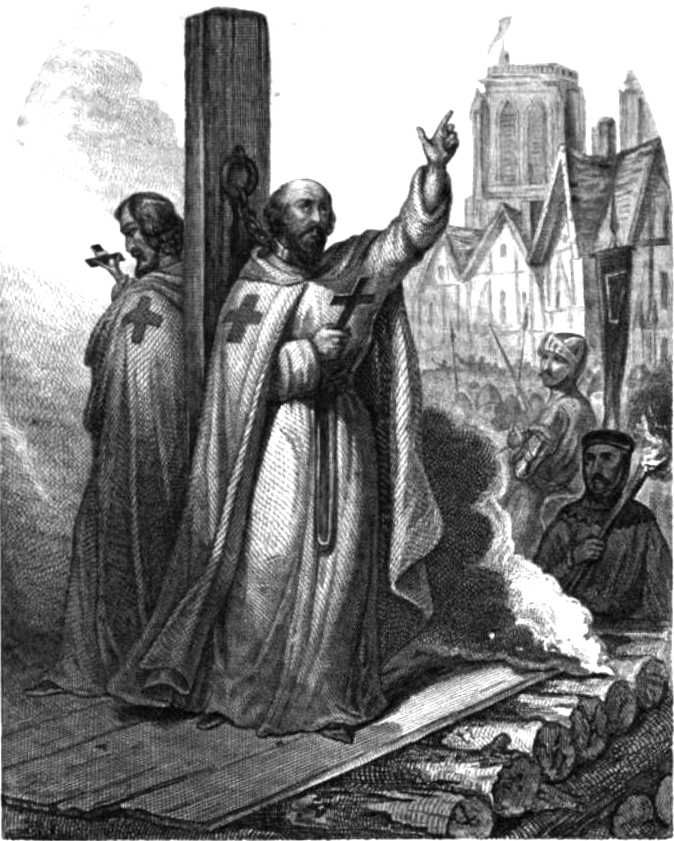
Страта

На процесі Моле кілька разів міняв свої свідчення. У жовтні 1307 року він визнав, що в ордені існував звичай відрікатися від Христа і плювати на хрест. Однак на Різдво того ж року, перед папськими уповноваженими магістр відмовився від своїх свідчень. У серпні 1308 року, в Шиноні, Моле знову повернувся до первинних свідчень, а в 1309 році фактично відмовився захищати Орден. Судячи з усього, він сподівався на аудієнцію Папи, яка так і не відбулася. На останньому слуханні в березні 1314 року Моле відрікся від усіх своїх свідчень і заявив, що орден тамплієрів невинний. Спалений на багатті 18 березня 1314 року в Парижі як той, який повторно впав у єресь.

## Оцінки істориків
Особистість останнього магістра ордену тамплієрів не отримала однозначної оцінки істориків. Марі-Луїза Бульст-Тіле вважає, що Жак де Моле був амбітною особистістю, проте він не користувався довірою свого попередника і конвенту ордену.
Малькольм Барбер вважає, що рішення обрати Моле на посаду магістра ордену було невдалим. «Він опинився в умовах, які він не розумів … Він ніколи не зміг усвідомити, що разом зі своїм орденом став анахронізмом у мінливому світі» — пише історик.
Ален Демюрже більш лояльний до магістра. Він вважає, що його ніяк не можна вважати недалеким чи дурним. Більш того, на думку історика, важко було знайти кращого кандидата на посаду магістра, ніж Моле. Все ж, він не зміг реформувати орден. Його опір об'єднанню з орденом госпітальєрів міг стати однією з передумов розпуску тамплієрів.

## Легенди
Існує легенда про прокляття де Моле. Як розповідає Жоффруа Паризький, Жак де Моле, зійшовши на вогнище, викликав на Божий суд французького короля Філіпа IV, його радника Гійома де Ногаре і Папу Климента V. Вже оповитий клубами диму, тамплієр пообіцяв королю, раднику і Папі, що вони переживуть його не більше ніж на рік.
|  | Папо Клименте! Королю Філіпе! Гійоме де Ногаре! Не мине й року, як я покличу вас на Суд Божий! Проклинаю вас! Прокляття на ваш рід до тринадцятого коліна!.. |

Климент V раптово помер вже через місяць, 20 квітня, де Ногаре помер через місяць після Папи, Філіп IV — 29 листопада. З приводу причин їхніх смертей досі існують різні версії — від звичайних фізичних до окультних.
Крім цього, існує легенда про те, що Жак де Моле перед смертю заснував перші масонські ложі, в яких повинен був зберегтися в підпіллі заборонений орден тамплієрів, — хоча й трохи відрізнялися від їхніх сучасних зразків. Головною метою породженого тамплієрами масонства (за легендами) стала помста і знищення християнської церкви та монархії. Цю легенду активно підтримують ложі так званого шотландського ритуалу.